# 藍田里 (臺灣)
22°43′48″N 120°17′14″E / 22.7301°N 120.2871°E
藍田里，位於楠梓區北端，屬下鹽田地區，著名的高雄大學特區位於本里，人口成長快速。
本里位於整個楠梓區的西北方，係舊式典型農業部落，里民早期以務農為主，後來改養殖魚類的人口日益增加，因地理因素的限制下，數十年來仍保持農村社區氣息，里民純樸忠厚，生活平淡安逸，養成知足快樂的人生觀，與市區生活緊張忙碌的步調迥然不同。
里民以仁壽宮為聚集中心，設有高雄大學、中山高中、家樂福大賣場。近年來因環境轉佳、土地重劃下充分利用、綠地公園開闢等，使得藍田里蛻變成一個優質宜居的好地方。

## 歷史
該地域原與高雄市橋頭區一聚落同名(合稱鹽田)，爾後稱原橋頭鄉之聚落為頂鹽田，楠梓區所屬則稱下鹽田。顧名思義，初期因此地質含有鹽分，收穫不佳，日治時期列為十一等的下等地，故民間稱其地名為「下鹼田」，官方則以「下鹽田」稱之。光復後因縣市面積分割整編，下鹽田編屬高雄市，遂取「藍田種玉」之意改名為「藍田里」，目前因援中港淤塞，無法引海水入港，改鹽埕為農田，今已成楠梓區的穀倉。 

## 地理
本里地處後勁溪以北，北臨橋頭區頂鹽里、新莊里，西臨中和里、中興里近援中港，東臨後勁翠屏里，南與仁昌里、國昌里隔溪相望，氣候尚處熱帶季風氣候。

## 人口
|  | 由于已知的技术原因，图表暂时不可用。带来不便，我们深表歉意。 |

|  | 由于已知的技术原因，图表暂时不可用。带来不便，我们深表歉意。 |

|  | 由于已知的技术原因，图表暂时不可用。带来不便，我们深表歉意。 |

|  | 由于已知的技术原因，图表暂时不可用。带来不便，我们深表歉意。 |

## 建設
校區
本里學區眾多，佇有：
- 高雄市立援中國民小學
- 高雄市立藍田國民小學-興建中(預計115年招生)
- 高雄市立中山高級中學
- 國立高雄大學

設施
- 高雄市立楠梓足球場
- 高雄水利會-楠梓工作站
- 樹木銀行
- 藍田公園
- 援中棒球場
- 家樂福楠梓店
- 下鹽田仁壽宮
- 右昌教會敬拜中心
- 下鹽田三欉榕公園